# Des Knaben Wunderhorn
Des Knaben Wunderhorn (Drengens Vidunderhorn) er en samling af tyske folkeviser samlet 1805–1808 af digterne Clemens Brentano og Achim von Arnim. Gustav Mahler skrev en samling lieder over udvalgte tekster.